# Baramella
Baramella is een geslacht van hooiwagens uit de familie Podoctidae.
De wetenschappelijke naam Baramella is voor het eerst geldig gepubliceerd door Roewer in 1949. 

## Soorten
Baramella is monotypisch en omvat slechts de volgende soort:
- Baramella quadrispina